# Коллеж общего и профессионального образования
Колле́ж о́бщего и профессиона́льного образова́ния (фр. CEGEP, произносится /seʒɛp/) — среднеспециальное учебное заведение в Квебеке. CEGEP является сокращением полного французского названия — Collège d'enseignement général et professionnel.
Хотя все колледжи в Квебеке разговорно называют CEGEP, только государственные колледжи официально носят это название. Как государственные, так частные CEGEP и частные колледжи выполняют одинаковую функцию в Квебеке. Хотя их можно сравнивать с обычными колледжами, CÉGEP отличаются тем, что диплом колледжа требуется для поступления в университет в Квебеке. Программа, как правило, длится два года, и это объясняет, почему обучение в средней школе и степень бакалавра на один год короче в Квебеке относительно остальной Канады. Студент в Квебеке не может поступить в университет только с аттестатом о среднем образовании из Квебека.

## Система образования
Студенты в Квебеке, которые намерены продолжить образование, должны посещать колледж до поступления в университет в Квебеке. Квебекские школьники учатся на год меньше, чем во всех других канадских провинциях и территориях, и заканчивают среднюю школу в 11 классе, а не в 12-м. Колледжи затем подготовят студентов к учёбе в университете или дадут профессию. Большинство бакалаврских программ в Квебеке длятся три года для студентов из Квебека, а значит, общее количество лет обучения от начальной школы до степени бакалавра такое же, как и в остальной части Северной Америки. Возможно также поступить в университет после получения технического диплома колледжа, так как они обычно рассматриваются в университетах в том же порядке, что и 2-летние дипломы колледжей.

## Программы
Существуют два типа учебных программ, применяемых в CEGEP: подготовка к университету (2 года) и технический диплом (3 года). 

### Довузовская программа
Довузовская программа охватывает предметы, примерно соответствующие дополнительному году средней школы в остальной Канаде в рамках подготовки к выбранной области в университете (науки, гуманитарные науки, торговля или искусство). После завершения учёбы, провинциальное правительство выдаёт диплом колледжа. Студенты могут затем выучить определённые программы бакалавриата в университете Квебека  за 3 года, в отличие от 4 лет за пределами Квебека. Студенты с дипломом колледжа, которые хотят учиться в университете в другой провинции Канады или за пределами страны, имеют право либо пропустить первый год и поступить в университет, как студент второго курса, или получить дополнительные кредиты (учебные баллы за прохождение программ) на свой первый год. Количество принятых дополнительных кредитов остаётся на усмотрение каждого университета. Однако система CEGEP не благоприятствует студентам из Квебека, желающих продолжить образование за пределами провинции. На практике в большинстве университетов принимаются кредиты квебекских колледжей, но только до одного года, учитывая разницу в структуре системы образования между Квебеком и остальными провинциями.

### Техническая программа
Квебекские CEGEP также предлагают трехлетние технические программ для студентов, которые хотели бы получить профессиональные навыки. В отличие от довузовской программы, они не являются подготовкой к учёбе в университете, хотя это не мешает студентам поступать в университет потом. Эти программы имеют одинаковый основный учебный план с довузовской программой, состоящей из французского, английского, гуманитарных наук, физической культуры и дополнительных курсов (курсы по выбору не связанные с программой обучения). Технические программы также приводят к получению диплома таких технических программ как промышленная электроника, архитектурные технологии, сестринское дело, строительные инженерные технологии, компьютерные науки и театр. Хотя эти программы могут также привести в университет, они направлены на немедленное трудоустройство после окончания колледжа.
Взрослые программы непрерывного образования также предлагаются в колледжах. Многие из этих программ приводят к Attestation d'études collégiales, который похож на обычный диплом колледжа, но не включает в себя основной учебный план.